# Königpalast
Le Königpalast est une patinoire située à Krefeld en Allemagne. 

## Description
Elle ouvre en 2004.
La patinoire accueille notamment l'équipe de hockey sur glace des Krefeld Pinguine de la DEL. La patinoire a une capacité de 8 029 spectateurs.